# Actias azteca
Actias azteca är en fjärilsart som beskrevs av Alpheus Spring Packard 1869. Actias azteca ingår i släktet månspinnare, och familjen påfågelspinnare. Inga underarter finns listade i Catalogue of Life.